# Poustka (Višňová)

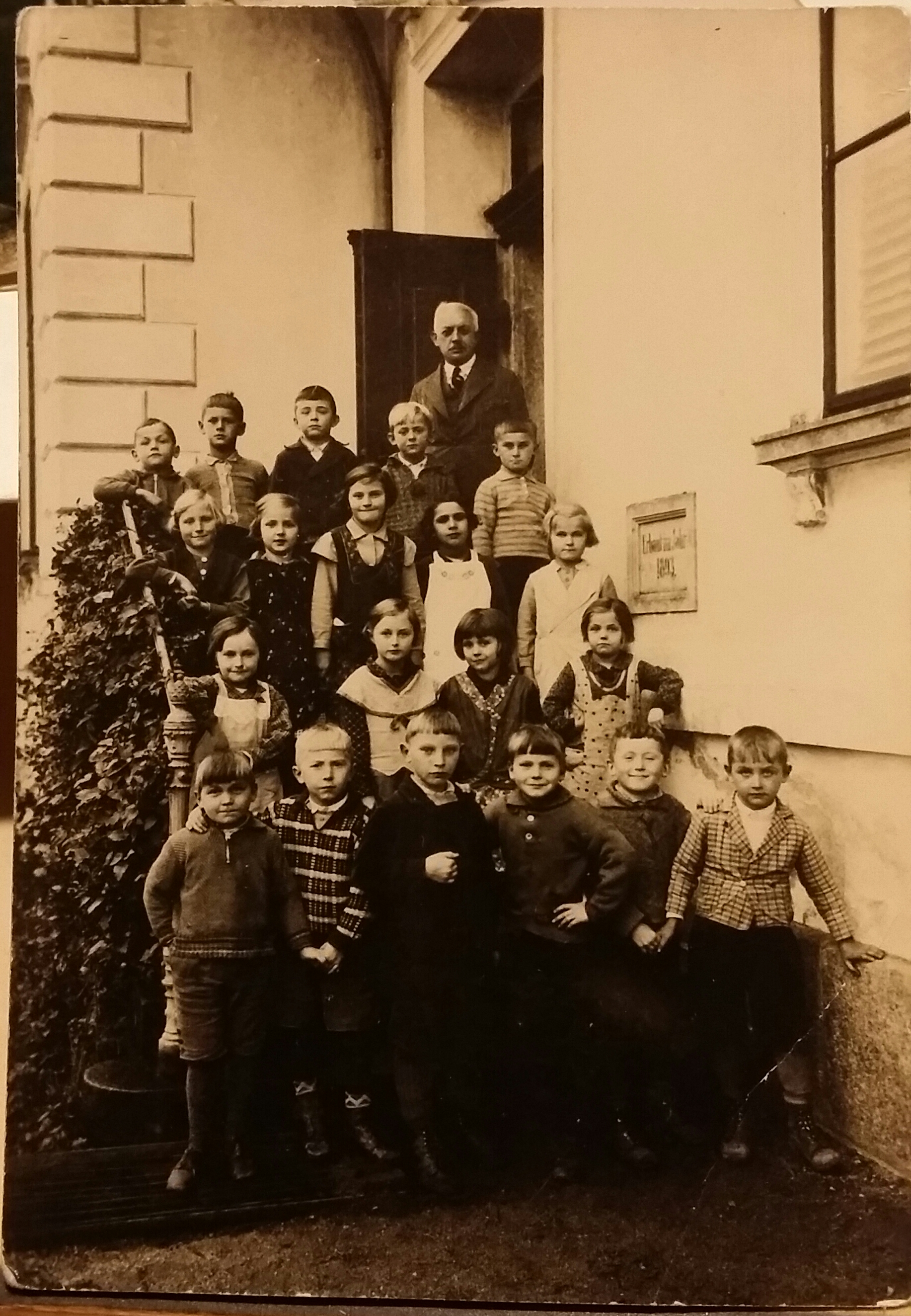
Wustung, škola, rok 1934, učitel p. Effenberger

Poustka (německy Wustung) je vesnice, část obce Višňová v okrese Liberec. Nachází se asi jeden kilometr jihovýchodně od Višňové. Poustka leží v katastrálním území Poustka u Frýdlantu o rozloze 6,26 km².

## Historie
První písemná zmínka o vesnici pochází z roku 1444.
V domě číslo popisném 59 bylo otevřeno Soukromé regionální muzeum obce Višňová.

## Pamětihodnosti
- Řada objektů lidové architektury, část z nich tvoří podstávkové domy s hrázděním
- Několik drobných sakrálních památek (kříž při silničce ve východní části vsi, kříž u polní cesty na Uhelný vrch a do Pousteckého lesa jihovýchodně od vsi, drobná památka u samoty če. 6)
- Zchátralý tovární areál se dvěma obytnými domy (čp. 78 a 26) na jihovýchodě vsi
- Památkově chráněná usedlost čp. 47 zanikla a její ochrana v roce 1988 zrušena
- Památný Jilm v Poustce na hranici zahrady a zatravněné plochy v údolní nivě Smědé u protipovodňové hrázky, u domu če. 5
- Památný Lípa v Poustce východně od vsi, po levé (západní) straně silnice z Frýdlantu do Višňové, asi jeden kilometr před odbočkou do Poustky
- Niva řeky Smědé
- Les Poustecká obora s vrchem Kamenáč východně od vsi
- Lesnaté údolí Bulovského potoka východně od vsi

### Vodní mlýn
Místní vodní mlýn zvaný Velký vznikl pravděpodobně ještě před 17. stoletím. Je totiž zmiňován v Soupise poddaných podle víry z roku 1651 jako objekt se dvěma stroji náležející vrchnosti. K pohonu těchto strojů se využívala voda v řece Smědé. Součástí mlýna byla též pila spolu s hospodářství, které zřejmě bylo dosti velké, jak to dosvědčuje velké hospodářské stavení s obytnou budovou o devatenácti místnostech, která je dosud obydlena. Jeden z posledních majitelů objektu byl německý mlynář Haussmann, jenž byl po druhé světové válce odsunut. Vystřídal ho Josef Kepr, který zde mlel až do roku 1949, kdy došlo ke znárodnění mlýna a jeho vlastníkem se stal státní statek. Ten v něm však pouze šrotoval. Roku 1953 byl již mlýn mimo provoz a během šedesátých let 20. století došlo ke zboření mlýnské budovy. Původní mlýnský náhon využívá k přívodu vody ke své soukromé vodní elektrárně její majitel pan Holeček.

## Fotogalerie

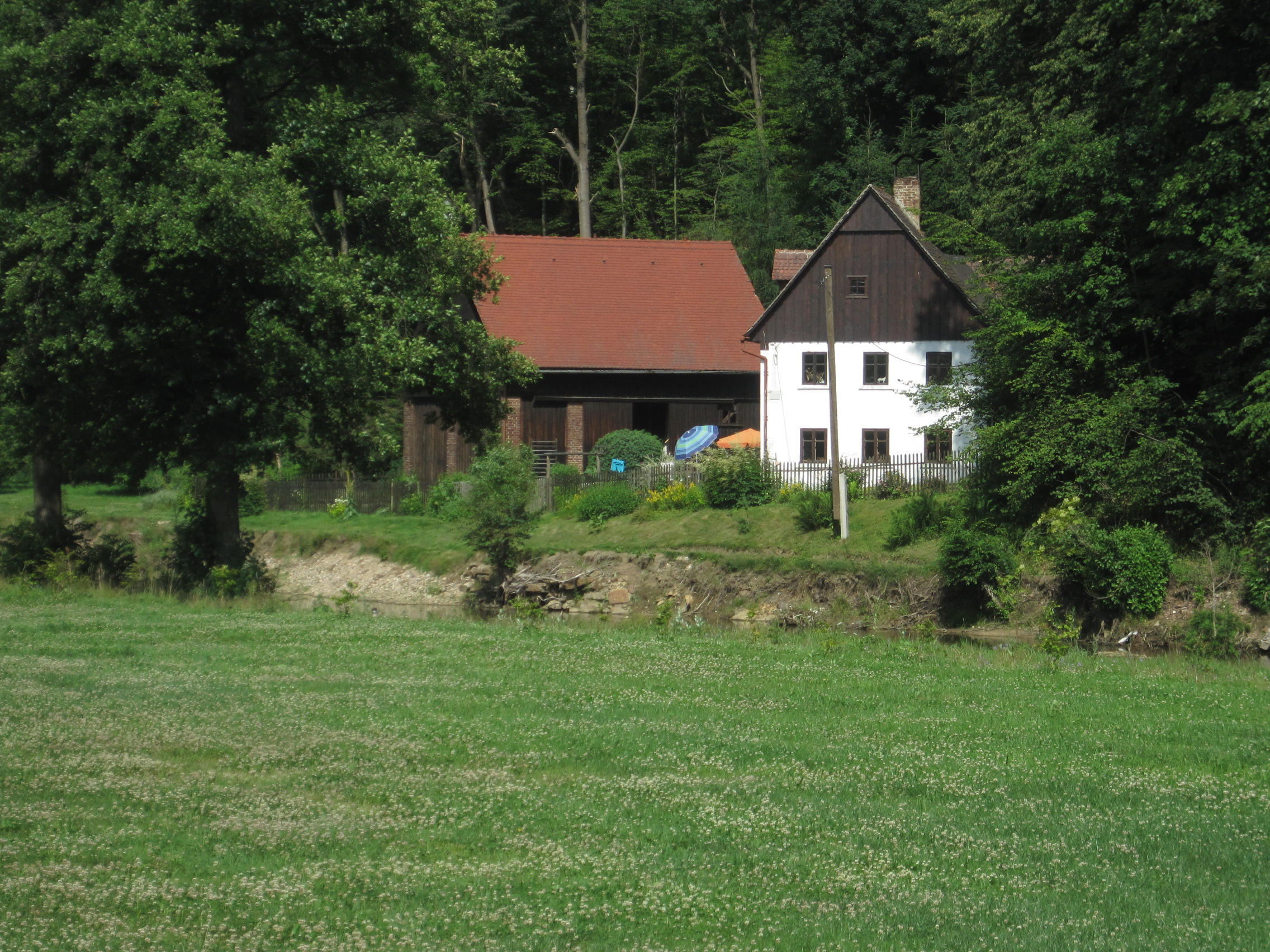
Samota čp. 20
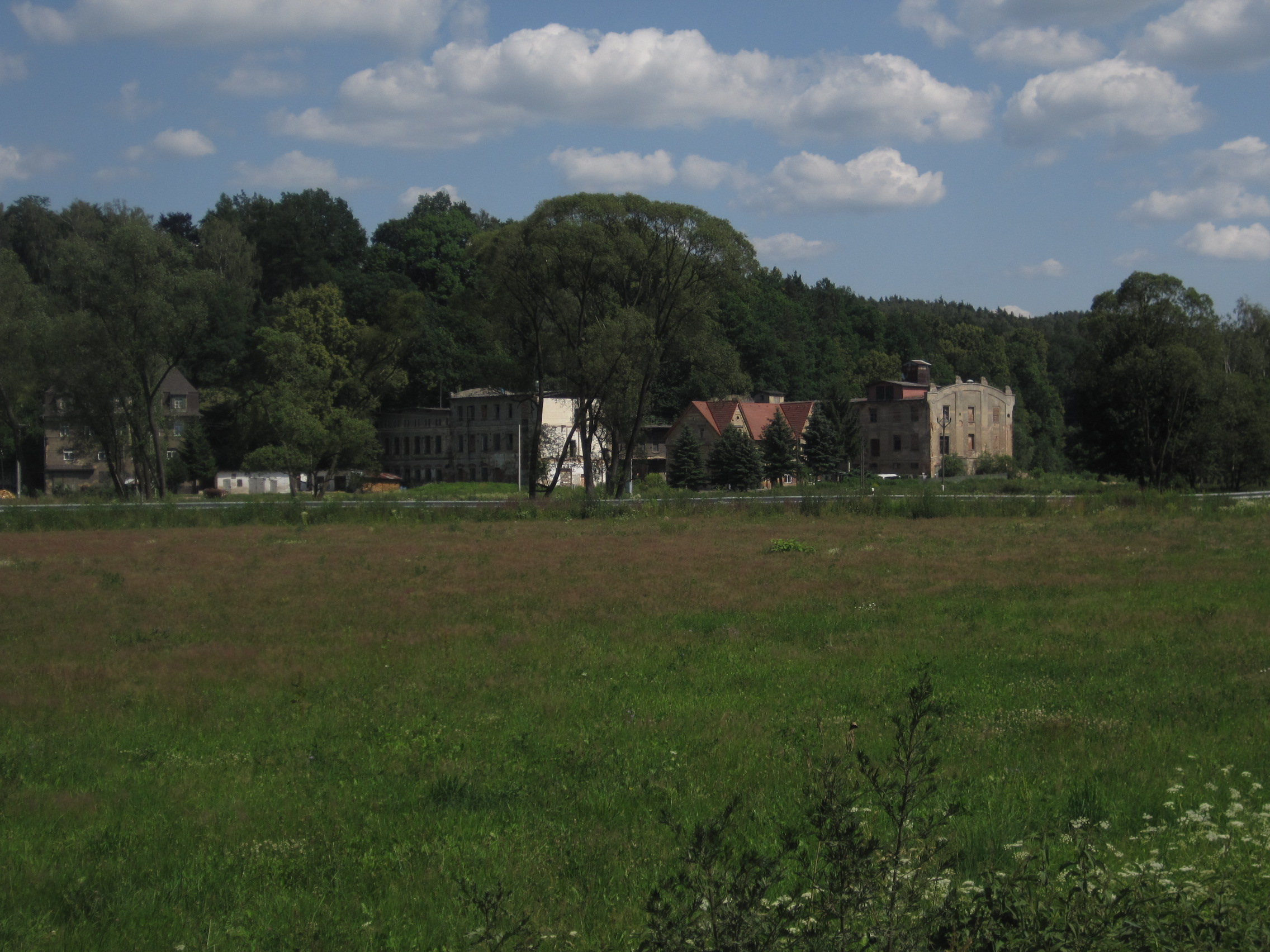
Stará továrna a obytné domy čp. 26 a 78 na jihozápadě vsi
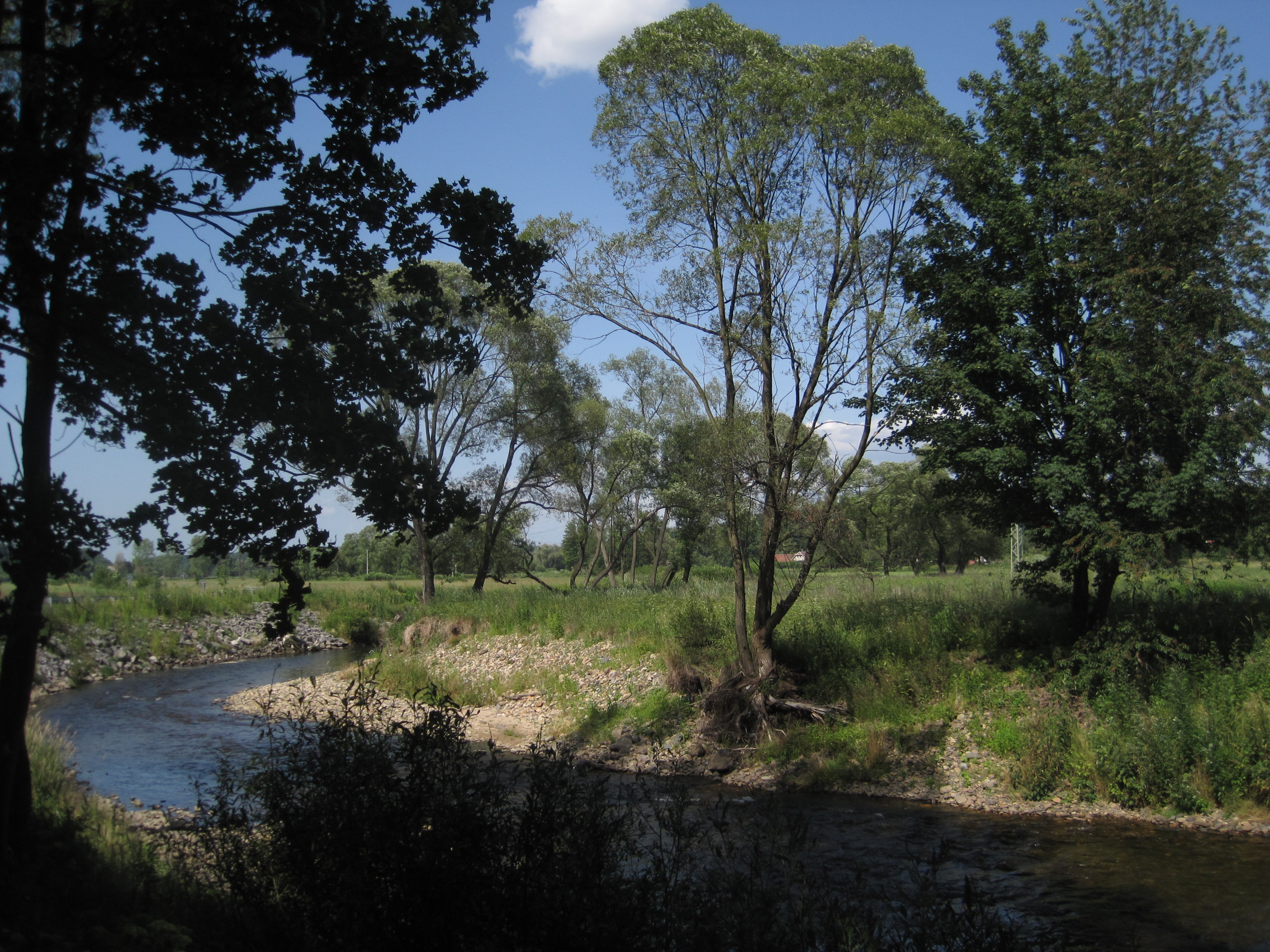
Řeka Smědá u Poustky a Minkovic